# Togulykken i Sønderjylland 2025
|  | Denne artikel beskriver en aktuel begivenhed Informationerne kan blive ændret hurtigt, som begivenheden skrider frem. |

Togulykken i Sønderjylland skete fredag den 15. august 2025 kort før kl. 16.46 ved Bjerndrup mellem Kliplev og Tinglev på Sønderborgbanen i Sønderjylland. Én person, en 60-årig kvinde, blev dræbt. Fem personer kom svært til skade, to personer var i kritisk tilstand, og 22 personer kom lettere til skade, da InterCityLyn 951 fra Københavns Lufthavn mod Sønderborg med 95 passagerer ombord kolliderede med en gylletransport i en jernbaneoverskæring uden bomme.

## Ulykken

### Hændelsesforløb
Kort før kl. 16.46 den 15. august 2025 kolliderede IR4 togsættet ER2001 på afgangen ICL 951 med 95 passagerer ombord med en lastbil med gylleanhænger i overkørsel 86 ved Bjerndrup i Sønderjylland. Toget var på vej til Sønderborg fra København via Fredericia. Toget afsporedes i ulykken, og flere vogne rev sig fra hinanden, og én vogn væltede ned på marken ved siden af jernbanesporet. 
Syd- og Sønderjyllands Politi fik den første anmeldelse kl. 16.46. Mindst to redningshelikoptere og redningskøretøjer fra både Tyskland og Danmark ankom til stedet. Banedanmark igangsatte sit kriseberedskab, og myndighederne kaldte ulykken for alvorlig. Flere personer kørtes til behandling på Flensborg Sygehus, Aabenraa Sygehus, Odense Universitetshospital og Kolding Sygehus, og senere på aftenen kom det frem, at én person var omkommet i forbindelse med ulykken.

## Konsekvenser
Da strækningen kun har ét spor, blev togtrafikken til Sønderborg midlertidigt indstillet i indtil videre minimum 7 dage mens vogne blev bjerget og sporene repareret.
I kølvandet på ulykken har borgmestrene i både Aabenraa Kommune, hvor ulykken skete, og i Sønderborg Kommune, hvor resten af Sønderborgbanen ligger, varslet, at de vil sætte en undersøgelse i gang om jernbaneoverskæringerne på strækningen og finde midlertidige løsninger på problemerne. Banedanmark holdt fast i at ulykken var tragisk, men at det ikke gav mening at sætte bomme op før 2027, når det nye signalsystem var klar. Derfor varslede de to sønderjyske kommuner midlertidige løsninger. Blandt andet var den idé oppe at vende at lukke jernbaneoverskæringerne indtil de kunne sikres. Mindre drastiske idéer var at lave bump på vejen foran overkørslerne for at sænke farten og at lave bedre udsyn ved overskæringerne.
Der er 776 jernbaneoverskæringer i Danmark som Bandedanmark har ansvaret for. 38 af dem er uden bomme som den i Bjerndrup. På det statslige jernbanenet er der 9 overskæringer tilbage uden bomme. 6 af dem er på Sønderborgbanen.ref>https://www.dr.dk/nyheder/indland/banedanmark-afviser-bomme-ved-omstridt-jernbaneoverskaering-foer-2027</ref>

### Døde og tilskadekomne
Ved ulykken omkom 60-årige Pia Matthiesen, der arbejdede i Sønderborg Kommune som social- og sundhedshjælper. Hun var passager i toget og befandt sig i den forreste vogn, der kørte af sporet og væltede om på siden.
Fem personer kom svært til skade, og to var umiddelbart efter ulykken i kritisk tilstand. De to personer i kritisk tilstand var føreren af lastbilen og lokomotivføreren. I alt var 106 personer involveret i ulykken.

## Reaktioner
Danmarks statsminister, Mette Frederiksen, reagerede på ulykken og udtalte, at hun var dybt berørt. Også transportminister Thomas Danielsen reagerede på ulykken og kaldte den tragisk.
Omstændighederne omkring ulykken skal afklares af Havarikommissionen, og det arbejde vil sandsynligvis komme til at pågå i et år.
I kølvandet på ulykken gav beboere i Bjerndrup udtryk for, at teknikken på overskæringerne havde opført sig mærkeligt, blandt andet ved at blinke og ringe når der ikke kom tog, ofte i op til syv minutter ad gangen, ligesom at man også havde oplevet, at advarslen om, at et tog er på vej, først startede få sekunder før, at toget passerede.

## Lignende ulykker
Jernbaneoverskæringen var på ulykkestidspunktet uden bomme. Og en mindre fatal ulykke skete på samme overskæring i 2017. En anden overskæring på strækningen, ligeledes uden bom, kostede også menneskeliv den 6. juli 2025, hvor en 24-årig fører af en bil mistede livet efter kollision med et tog. Samtlige jernbaneoverskæringer på Sønderborgbanen udstyres med bomme senest i 2027 i forbindelse med Signalprogrammets ibrugtagning af ERTMS på strækningen.